# Dicastério para a Evangelização
Dicastério para a Evangelização (Dicasterium pro evangelizatione) é um dicastério da Cúria Romana, competente para as questões fundamentais da evangelização no mundo e para a instituição, acompanhamento e apoio das novas Igrejas particulares, salvo a competência do Dicastério para as Igrejas Orientais.

## Caracterização
Com a promulgação da Constituição apostólica Prædicate Evangelium, em seus artigos 53 e 54, indicam que o Dicastério para a Evangelização "está a serviço da obra de evangelização para que Cristo, luz dos povos, seja conhecido e testemunhado por palavras e obras e para que Seu Corpo Místico, que é a Igreja, possa ser edificado."
O Dicastério nasce da unificação da Congregação para a Evangelização dos Povos com o Pontifício Conselho para a Promoção da Nova Evangelização. É presidido diretamente pelo Romano Pontífice e compõe-se de duas Seções, cada uma das quais "é dirigida em seu nome e por sua autoridade por um Pró-Prefeito". Uma das duas Seções ocupa-se das "questões fundamentais da evangelização no mundo" e a outra da "primeira evangelização e das novas Igrejas particulares nos territórios de sua competência".

## Prefeitos
|           | Nome           | Período   | Notas     |
| Prefeitos | Prefeitos      | Prefeitos | Prefeitos |
| --------- | -------------- | --------- | --------- |
| 2º        | Papa Leão XIV  | 2025-     |           |
| 1º        | Papa Francisco | 2022-2025 |           |

## Pro-prefeitos
- Salvatore Rino Fisichella (Pró-prefeito para a primeira evangelização e as novas Igrejas particulares)
- Luis Antonio Gokim Cardeal Tagle (Pró-prefeito para as questões fundamentais da evangelização no mundo)
  - Emilio Nappa (secretário adjunto para as Pontifícias Obras Missionárias‎)